# Damasippoididae
Damasippoididae vormen een familie in de orde van de wandelende takken. De wetenschappelijke naam van deze familie is voor het eerst voorgesteld door Oliver Zompro in een publicatie uit 2004. De soorten in deze familie komen alleen op Madagaskar voor.

## Onderverdeling in geslachten

### Onderfamilie DamasippoidinaeZompro, 2004

#### Tribus DamasippoidiniZompro, 2004
- Damasippoides Brancsik, 1893
- Pseudoleosthenes Redtenbacher, 1906